# آلن پاردیو
آلن اسکات پاردیو (انگلیسی: Alan Scott Pardew؛ زاده ۱۸ ژوئیهٔ ۱۹۶۱) بازیکن سابق و مربی کنونی فوتبال اهل انگلستان است. وی در دوران بازیکنی، در پست هافبک بازی می‌کرده است.

## مربی‌گری
پاردیو سابقهٔ مربی‌گری در تیم‌هایی چون ریدینگ، وستهام یونایتد، چارلتون اتلتیک، ساوت‌همپتون، نیوکاسل یونایتد و کریستال پالاس را دارد.